# مالوسوخویازوو
مالوسوخویازوو (انگلیسی: Malosukhoyazovo) یک شهرک در شهرستان بیرسکی باشقیرستان کشور روسیه است.